# Rochefort-sur-Nenon
Rochefort-sur-Nenon är en kommun i departementet Jura i regionen Bourgogne-Franche-Comté i östra Frankrike. Kommunen ligger i kantonen Rochefort-sur-Nenon som tillhör arrondissementet Dole. År 2022 hade Rochefort-sur-Nenon 692 invånare.

## Befolkningsutveckling
Antalet invånare i kommunen Rochefort-sur-Nenon
Referens:INSEE